# Gaio Claudio Marcello (console 50 a.C.)
Gaio Claudio Marcello (latino: Gaius Claudius Marcellus; 88 a.C. – 40 a.C.) è stato un politico romano, membro della famosa famiglia dei Marcelli della gens Claudia e discendente diretto del generale Marco Claudio Marcello.

## Biografia
Suo padre si chiamava Marco e sua madre Giunia. Marcello sposò Ottavia minore, sorella di Ottaviano. Da lei ebbe tre figli: due femmine, Claudia Marcella maggiore e Claudia Marcella minore, e un maschio, Marco Claudio Marcello.
Nel 54 a.C. Giulio Cesare, prozìo di Ottavia, disse di essere ansioso di farla divorziare da Marcello per darla in sposa a Pompeo che aveva appena perso la moglie Giulia. Pompeo rifiutò la proposta. Marcello continuò l'opposizione nei confronti di Cesare, che culminò nel 50 a.C., anno del suo consolato, quando cercò di farlo tornare a Roma senza armi nel tentativo di salvare la repubblica.
Chiese invano le dimissioni di Cesare, si oppose inoltre a concedergli il secondo consolato "in absentia" e insistette affinché rinunciasse alla protezione delle sue legioni in Gallia. Quando Cesare invase l'Italia nel 49 a.C., Marcello a differenza di suo fratello e suo nipote, non combatté contro di lui. Successivamente ottenne il perdono da Cesare.
Nel 46 a.C. gli fu possibile intercedere in favore del suo cugino Marco Claudio Marcello, che all'epoca viveva in esilio. Morì nel 40 a.C., cinque mesi dopo sua moglie Ottavia sposò Marco Antonio. Marcello era amico del senatore Cicerone, il generale Publio Quintilio Varo e le sue due sorelle erano suoi nipoti dal suo primo matrimonio.